# 동아시아 정상회의
동아시아 정상회의(東- 頂上會議, 영어: East Asia Summit, EAS)은 동아시아의 16개 국가가 참가해 매년 개최되는 정상회의이다. 첫 회의는 2005년 12월 14일에 쿠알라룸푸르에서 개최되었으며 정기 정상회의가 끝난 뒤에는 개별적인 정상회의가 치러졌다. 2006년 회의에서는 동아시아 정상회의 비전과 역할을 담은 쿠알라룸푸르 선언문이 채택되었고, 지금까지 매년 참가국들이 돌아가며 개최하고 있다.
EAS는 ‘ASEAN+3’의 최종 목표점인 ‘동아시아 공동체’를 둘러싼 주도권 경쟁과 직결되는 회의체이기 때문에 ASEAN+3 회원국은 물론 중국을 견제하려는 미국과 러시아 등 외부 국가간의 치열한 주도권 다툼이 펼쳐지고 있다. 현재는 18개국이 참가국이다.

## 참가국

██아세안 정식 회원국
██아세안 참관국
██아세안 후보 회원국
██아세안+3
███동아시아 정상회의
██████아세안 지역 포럼

다음은 2005년 12월에 처음으로 EAS에 포함된 국가들의 목록이다.
- ASEAN 10개국
  -  인도네시아
  -  말레이시아
  -  필리핀
  -  싱가포르
  -  태국
  -  브루나이
  -  베트남
  -  라오스
  -  미얀마
  -  캄보디아

- 아세안+3
  -  대한민국
  -  중국
  -  일본

- 기타 국가
  -  인도
  -  오스트레일리아
  -  뉴질랜드
  -  러시아 (2005년부터 옵서버로 참가, 2010년부터 공식 참가)
  -  미국 (2010년부터 공식 참가)

## 같이 보기
- 동아시아 포괄적 경제 동반자 협정
- 역내 포괄적 경제 동반자 협정
- 대동아공영권
- 아시아 통화 단위